# Bombelli (cràter)

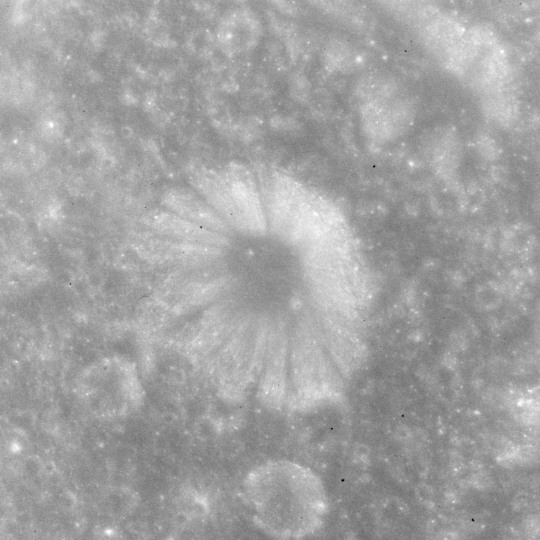
Bombelli (imatge Apol·lo 15)

Bombelli és un petit cràter d'impacte lunar situat a les terres altes del nord del Sinus Successus. Va ser designat prèviament com Apol·loni T abans de ser canviat el nom per la UAI. El cràter es troba a l'est-sud-est d'Apol·loni.

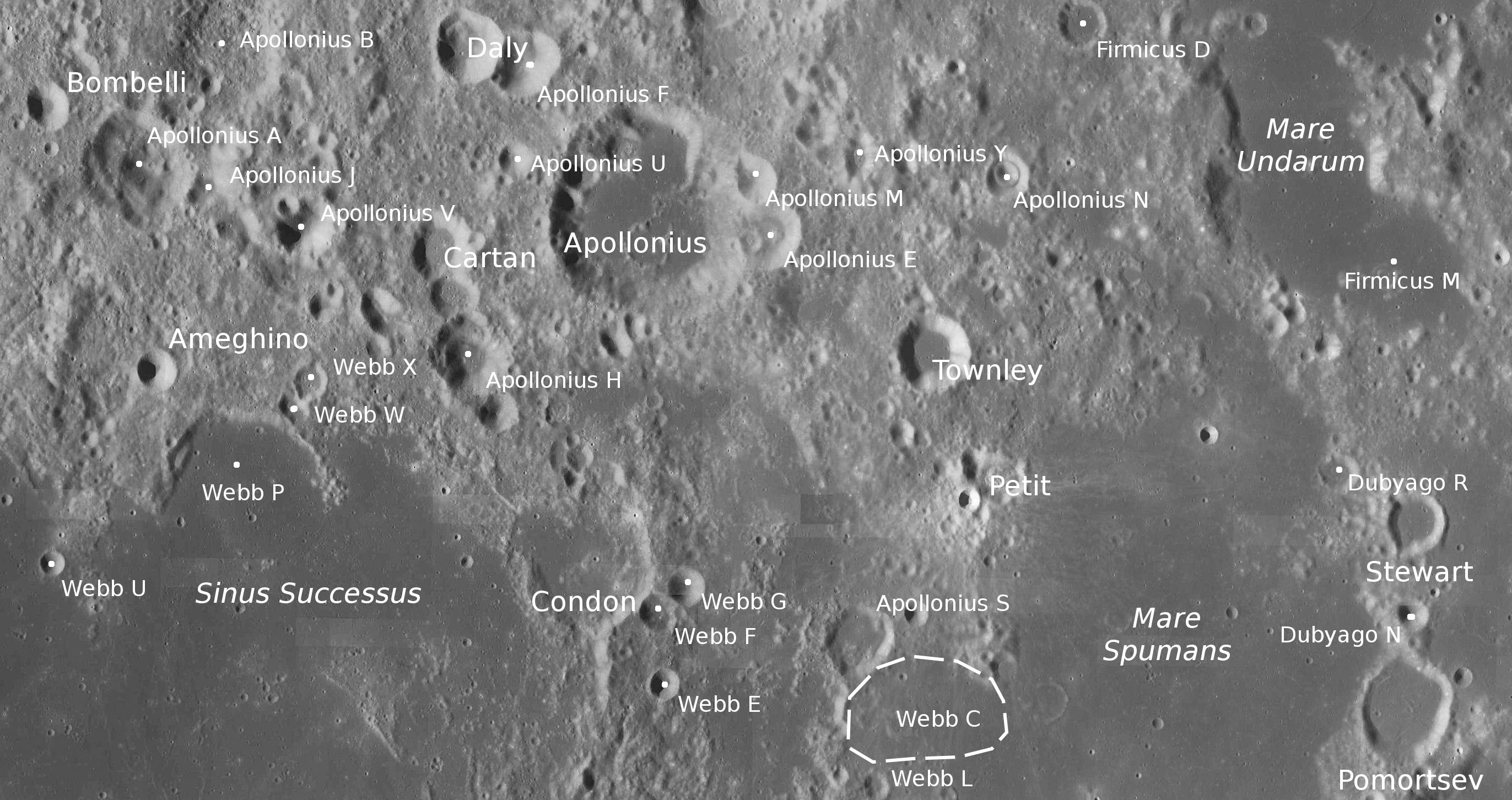
Fotografia de la missió Lunar Reconnaissance Orbiter, amb Bombelli en la cantonada superior esquerra

Es tracta d'un cràter més o menys circular, amb una lleugera protuberància cap a l'exterior en el costat sud-sud-oest. Presenta una petita plataforma interior en el punt central de les parets interiors inclinades, ocupant aproximadament una quarta part del diàmetre del cràter.